# Empire byzantin sous les Macédoniens
 (août 2017).
L'Empire byzantin médiéval atteint son apogée sous la dynastie des empereurs macédoniens, du IXe au XIe siècle, en reprenant le contrôle de la mer Adriatique, de la partie sud de l'Italie, et en s'emparant du territoire du tsar Samuel de Bulgarie.
Le retour de la stabilité politique et le rétablissement de la sécurité au sein de l'empire favorisèrent l'expansion des cités, une augmentation de la population, l'accroissement de la production et une facilitation des échanges commerciaux. 
Culturellement, la période est marquée par ce que les historiens nomment la Renaissance macédonienne. Cela se traduit par des progrès dans l'éducation, l'étude des auteurs anciens et un dynamisme artistique certain. 
Bien que l'empire byzantin soit nettement moins étendu que sous le règne de Justinien Ier, les territoires qu'il contrôle sont plus cohérents et intégrés, donnant aux empereurs macédoniens les moyens nécessaires pour restaurer la puissance byzantine.

## Le développement interne
Bien que la tradition ait attribué la « Renaissance byzantine » à Basile Ier (867-886), initiateur de la dynastie macédonienne, certains savants ultérieurs ont crédité les réformes du prédécesseur de Basile, Michel III (842-867). Ce dernier a particulièrement favorisé la culture à la cour et, avec une politique financière prudente, a augmenté régulièrement les réserves d'or de l'Empire. La montée de la dynastie macédonienne a coïncidé avec des développements internes qui ont renforcé l'unité religieuse de l'empire.
Le mouvement iconoclaste s'est affaibli progressivement, favorisant sa douce suppression par les empereurs et la fin des conflits religieux qui avaient fortement affecté les ressources impériales au cours des siècles précédents. Malgré les défaites militaires occasionnelles, la situation administrative, législative, culturelle et économique a continué à s'améliorer sous les successeurs de Basile Ier, en particulier avec Romain Ier (920-944). Le système des thèmes a atteint sa forme définitive au cours de cette période. Le patriarcat œcuménique de Constantinople soutient loyalement la cause impériale, et l'État a limité le pouvoir de la classe foncière en faveur des petits propriétaires agricoles, base de recrutement de l'armée byzantine. Ces conditions favorables ont contribué à la capacité croissante des empereurs à mener la guerre contre les Arabes.

## Guerre contre les États arabes

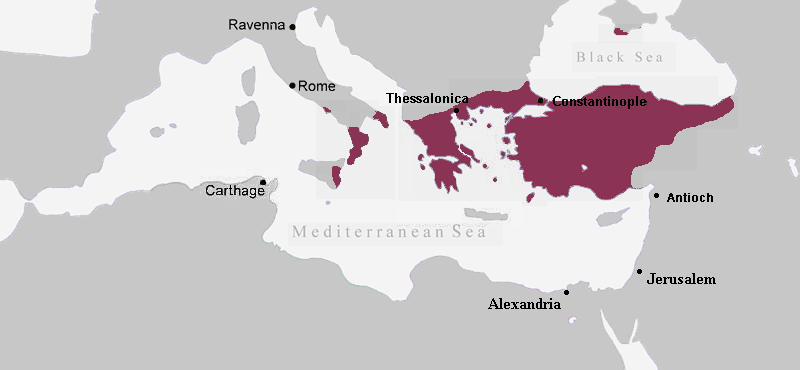
Empire byzantin vers 867 après J.-C.

En 867, l'empire avait stabilisé sa position à la fois à l'est et à l'ouest, alors que le succès de sa structure militaire défensive avait permis aux empereurs de commencer à planifier des guerres de reconquête à l'est.
Le processus de reconquête a commencé avec des fortunes variables. La reconquête temporaire de la Crète (843) a été suivie d'une défaite byzantine écrasante sur le Bosphore. Les empereurs n'étaient pas en mesure d'empêcher la conquête musulmane de la Sicile (827-902). En utilisant l'actuelle Tunisie comme base de départ de lancement, les musulmans ont conquis Palerme en 831, Messine en 842, Enna en 859, Syracuse en 878, Catania en 900. La dernière forteresse byzantine de Sicile, celle de Taormine, tomba en 902.
Ces revers en Occident ont été contrebalancés par une expédition victorieuse contre Damiette en Égypte (856), par la défaite de l'émir de Mélitène (863), la confirmation de l'autorité impériale sur la Dalmatie (867) et les offensives de Basile Ier vers l'Euphrate (870).
La menace musulmane sur la frontière orientale de l'empire a diminué en intensité grâce aux nombreuses luttes intérieures qui parcourent le califat abbasside et par l'arrivée des Turcs à l'Est. Les troubles provoquées par le mouvement chrétien paulicien en Orient cessèrent à partir de 873.
En 904, l'empereur byzantin doit tout de même faire face au pillage de la deuxième ville de l'empire, Thessalonique, par une flotte arabe menée par Léon de Tripoli. Les Byzantins réagissent en détruisant une flotte arabe en 908 et en s'emparant deux ans plus tard de la ville de Laodicée de Syrie. Malgré cette revanche, les Byzantins ne réussissent pas à prendre un véritable avantage face aux musulmans, qui parviennent à infliger une défaite écrasante aux forces impériales en Crète en 911.
La situation à la frontière avec les territoires arabes se stabilise même si les escarmouches et les offensives demeurent nombreuses de part et d'autre sans réelles avancées. Les relations avec l'Etat Rus' de Kiev, qui apparaît au nord de la mer Noire pendant cette période, constituent un autre défi important pour l'empire. Après une première expédition en 907, un conflit débute en 941. Après la victoire byzantine, un traité est signé entre les deux États en 944. Le vainqueur de la Rus était le général byzantin Jean Kourkouas, qui poursuivit sa carrière avec d'autres victoires remarquables en Mésopotamie (943). Ces victoires aboutissent à la reconquête d'Édesse (944) qui a été spécialement célébrée pour le retour à Constantinople du vénéré Mandylion.
Les empereurs soldats Nicéphore II Phokas (963-969) et Jean Ier Tzimiskes (969-976) ont agrandi l'empire en Syrie, en remportant des victoires sur les émirs du nord-ouest de l'Irak et reconquérant durablement la Crète et Chypre. Sous Jean Ier Tzimiskes, les armées de l'empire ont été en mesure de menacer Jérusalem. L'émirat d'Alep et ses voisins deviennent des vassaux de l'empire à une époque où la plus grande menace pour l'empire était le nouveau califat fatimide.

## Guerres byzantino-bulgares

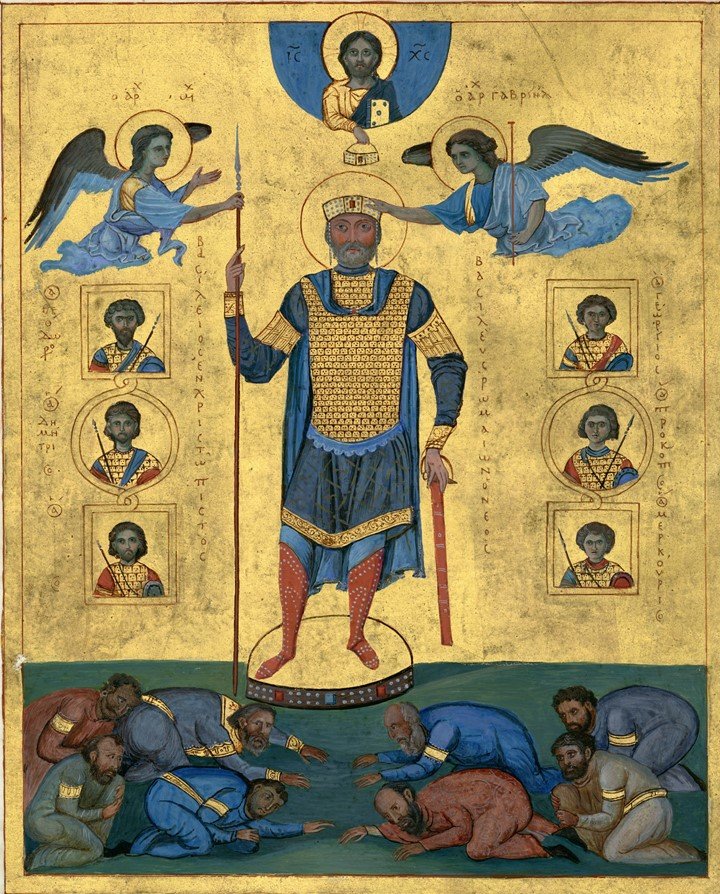
Empereur Basile II Bulgaroctone (976–1025).

La traditionnelle lutte avec le Saint-Siège de Rome se poursuivit sous les empereurs macédoniens autour de la question de la christianisation du  l'empire bulgare. En 894, une puissante invasion menée par le tsar Siméon Ier ne fut repoussée par les Byzantins qu'en appelant à l'aide les Hongrois. Ils finirent cependant par être vaincus lors de la bataille de Bulgarophygon en 896. L'empire fut contraint de payer un tribut annuel. En 912, Siméon se voit reconnaître le titre de basileus de Bulgarie et épouse l'une des filles de l'empereur Constantin VII, se positionnant ainsi comme un successeur potentiel au trône impérial. Lorsqu'une révolte à Constantinople met fin à ses ambitions dynastiques, il envahit à nouveau la Thrace et s'empare d'Adrianople.
Une expédition impériale menée par Léon Phocas et Romain Ier Lécapène s'achève avec une cinglante défaite byzantine lors de la  bataille d'Anchialos en 917. L'année suivante, les Bulgares ravagent la Grèce actuelle poussant même jusqu'à Corinthe. Adrianople est à nouveau capturé en 923 et en 924 l'armée bulgare assiège Constantinople. La pression militaire menée par les Bulgares ne s'allège qu'avec la disparition de Siméon Ier en 927.
Sous l'empereur Basile II, régnant de 976 à 1025, le royaume bulgare devient la cible de campagnes militaires annuelle menées par l'armée byzantine. Le conflit s'étala sur vingt ans mais finalement à la bataille de la Passe de Kleidion les forces bulgares sont complètement écrasées ou capturées. Selon une légende médiévale, 99 sur 100 soldats bulgares furent aveuglés, le centième fut seulement éborgné afin de guider les autres. Lorsqu'ils arrivèrent devant le tsar Samuel Ier de Bulgarie, celui-ci serait mort d'une crise cardiaque en voyant l'état des survivants de son armée. En 1018, la Bulgarie se rend et est incorporée dans l'empire byzantin qui parvient ainsi à restaurer sa frontière sur le Danube qui n'avait plus été atteinte depuis Héraclius.
Pendant cette période, la princesse byzantine Théophano Skleraina épousa l'empereur germanique Otton II, permettant d'accroître les échanges culturels entre les deux empires.

## Les relations avec la Rus' de Kiev

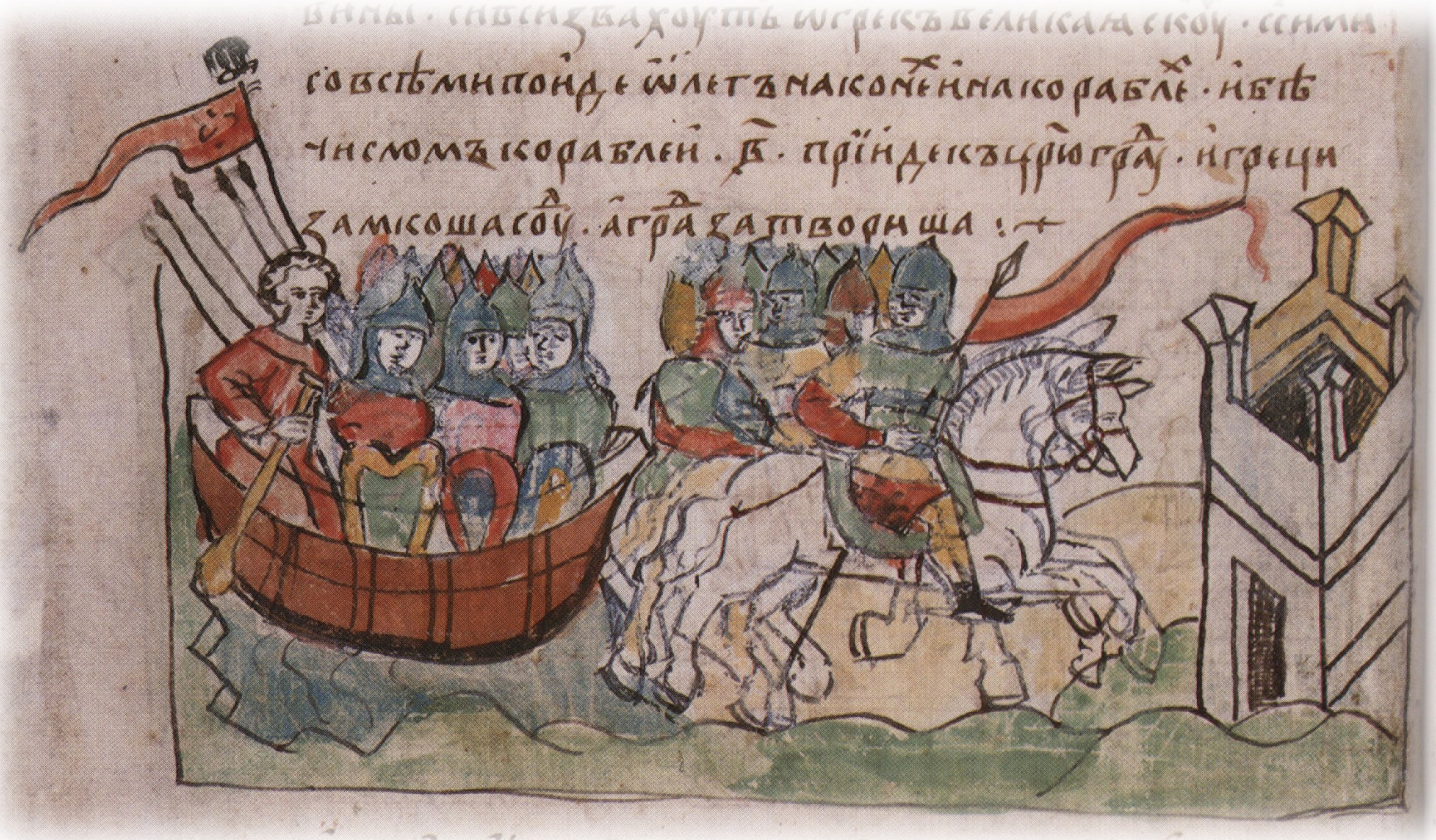
Oleg le Sage conduit une offensive sous les murs de Constantinople (907)

Entre 800 et 1100 l'empire byzantin développa des relations diplomatiques complexes avec le nouvel Etat de la Rus' de Kiev qui émerge au nord de la mer Noire.
L'empire devient rapidement le principal partenaire culturel et économique de Kiev. Après la christianisation du royaume sous Vladimir le Grand, l'Etat emploie de nombreux architectes et artistes pour travailler sur les nombreuses cathédrales et églises qui se construisent dans tout le pays de Kiev, accroissant l'influence byzantine.
Les princes de Kiev épousent régulièrement des princesses byzantines dans le cadre de partenariat militaire. Le mariage le plus connu est celui de Vladimir le Grand avec la sœur de Basile II, Anna Porphyrogénète. En échange de ce mariage, Vladimir offrit à l'empereur une garde personnelle constituée de mercenaires scandinave, la garde varangienne. Cependant, selon la Première chronique de Novgorod, le mariage avec la princesse byzantine fut décidé en échange de la conversion au christianisme de l'État de Kiev.
Les relations entre les deux États ne furent pas toujours amicales. Pendant 300 ans les villes de l'Empire byzantin furent plusieurs fois attaquées par les armées de Kiev. Mais la Rus' ne fut jamais en mesure de fragiliser les Byzantins. La guerre fut d'abord un moyen pour forcer les Byzantins à signer des traités commerciaux favorables à l'État de Kiev. Ces textes sont conservés dans la Première chronique de Novgorod.
L'influence byzantine sur l'État de Kiev ne doit pas être sous-estimée. Le style d'écriture byzantin devient un standard avec l'adoption par le Premier Empire bulgare de l'alphabet cyrillique. L'architecture byzantine domina à Kiev et en tant que partenaire commercial principal, l'empire byzantin joua un rôle primordial dans l'établissement, le développement et la chute de l'État de Kiev.

## Sources
- Louis Bréhier, Vie et mort de Byzance, coll. L’évolution de l’humanité, Albin Michel, Paris, 1946 et 1969.
- Jean-Claude Cheynet (dir), Le Monde byzantin – tome II – L’Empire byzantin (641-1204), coll. L'Histoire et ses problèmes, Presses universitaires de France, Paris, 2007 (ISBN 978-2-13-052007-3) édité erroné (BNF 40958280).
- John Haldon Warfare, State and Society in the Byzantine World, 656-1204, London & New York, Routledge, 1999  (ISBN 1 85728 495 X).
- Warren Treadgold, A History of the Byzantine State and Society, Stanford, Stanford University Press, 1997  (ISBN 0-8047-2630-2).
- John Julius Norwich, Histoire de Byzance, Perrin, Tempus, 2002.